# Orne (rzeka)
Orne – rzeka w Normandii w północno-zachodniej Francji. Jej źródło znajduje się w departamencie Orne, w miejscowości Aunou-sur-Orne na wschód od Sées. Rzeka uchodzi do kanału La Manche w Ouistreham.